# Deliathis superbus
Deliathis superbus là một loài bọ cánh cứng trong họ Cerambycidae.